# گوردون لوندس
گوردون لوندس (انگلیسی: Gordon Lownds؛ زادهٔ ۱ ژانویهٔ ۱۹۴۷) کارآفرین اهل کانادا است، که در سال ۱۹۹۴ شرکت اسلیپ کانتری کانادا را تأسیس کرد.